# John Alcock
John Alcock (Beverley, Yorkshire, c., 1430-castillo de Wisbech, 1 de octubre de 1500) fue un clérigo y obispo británico.

## Biografía
Nació en Beverley, en el condado de Yorkshire, y recibió su educación en la Universidad de Cambridge. En 1461 lo nombraron decano de Westminster, lo que le facilitó ascender rápidamente en el escalafón eclesiástico. Al año siguiente fue designado «Master of the Rolls» y en 1470 lo enviaron como embajador a la corte de Castilla. Consagrado obispo de Rochester en 1472, hubo de trasladarse a las diócesis de Worcester en 1476 y Ely en 1486. Ocupó en dos ocasiones el cargo de lord canciller, desde el que demostró gran habilidad en las negociaciones con Jacobo III de Escocia.
Falleció en el castillo de Wisbech en 1500.

## Obra
Fue una de las figuras más eminentes en la época de la pre-Reforma protestante. Hombre leído, culto y docto en arquitectura, participó en la reforma de varias iglesias y facultades, así como en la fundación de una entidad benéfica en Beverley y un instituto en Kingston-upon-Hull; aun así, su mayor empresa fue la erección de Jesus College, Cambridge donde antes había estado el convento de St Radegund.
Publicó, asimismo, varias obras escritas, la mayoría de ellas de carácter raro. Aparte de varias homilías y tratados, sus obras más conocidas son:
- Mons Perfectionis (Londres, 1497);
- Gallicontus Johannis Alcock episcopi Eliensis ad frates suos curatos in sinodo apud Barnwell (1498), ejemplo de las primeras impresiones y pintorescas ilustraciones inglesas; y
- The Castle of Labour (1536), traducida del francés.

## Atribución
Este artículo incorpora texto de una publicación sin restricciones conocidas de derecho de autor:  Varios autores (1910-1911). «Encyclopædia Britannica».  En Chisholm, Hugh, ed. Encyclopædia Britannica. A Dictionary of Arts, Sciences, Literature, and General information (en inglés) (11.ª edición). Encyclopædia Britannica, Inc.; actualmente en dominio público.

- Datos: Q1699108